# Зорі спектрального класу G

Відносний розмір зірок класу G з іншими зірками головної послідовності

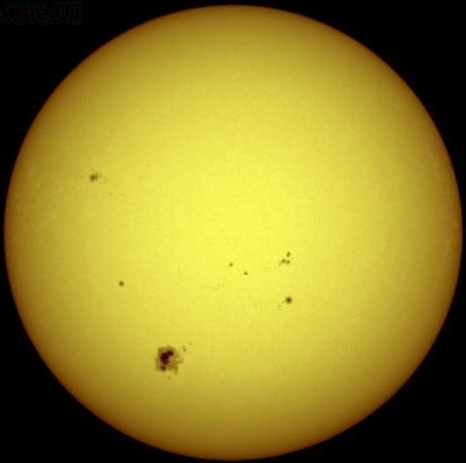
Найближча до нас зоря, Сонце, має спектральний клас G. Знизу ліворуч, видима темна область є сонячною плямою.

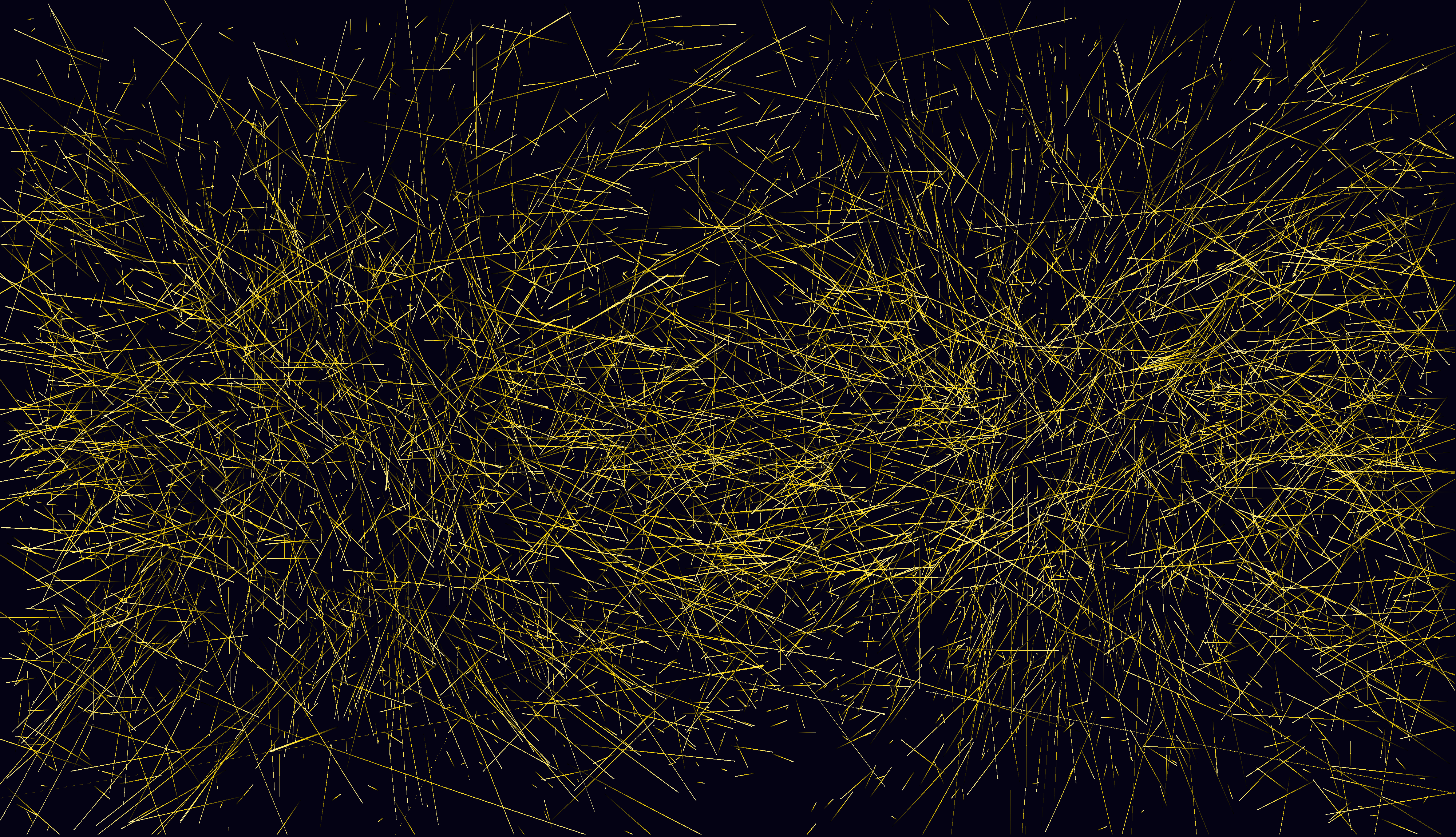
Власні рухи зір спектрального класу G навколо апексу (ліворуч) та антиапексу (праворуч) за -/+ 200 000 років.

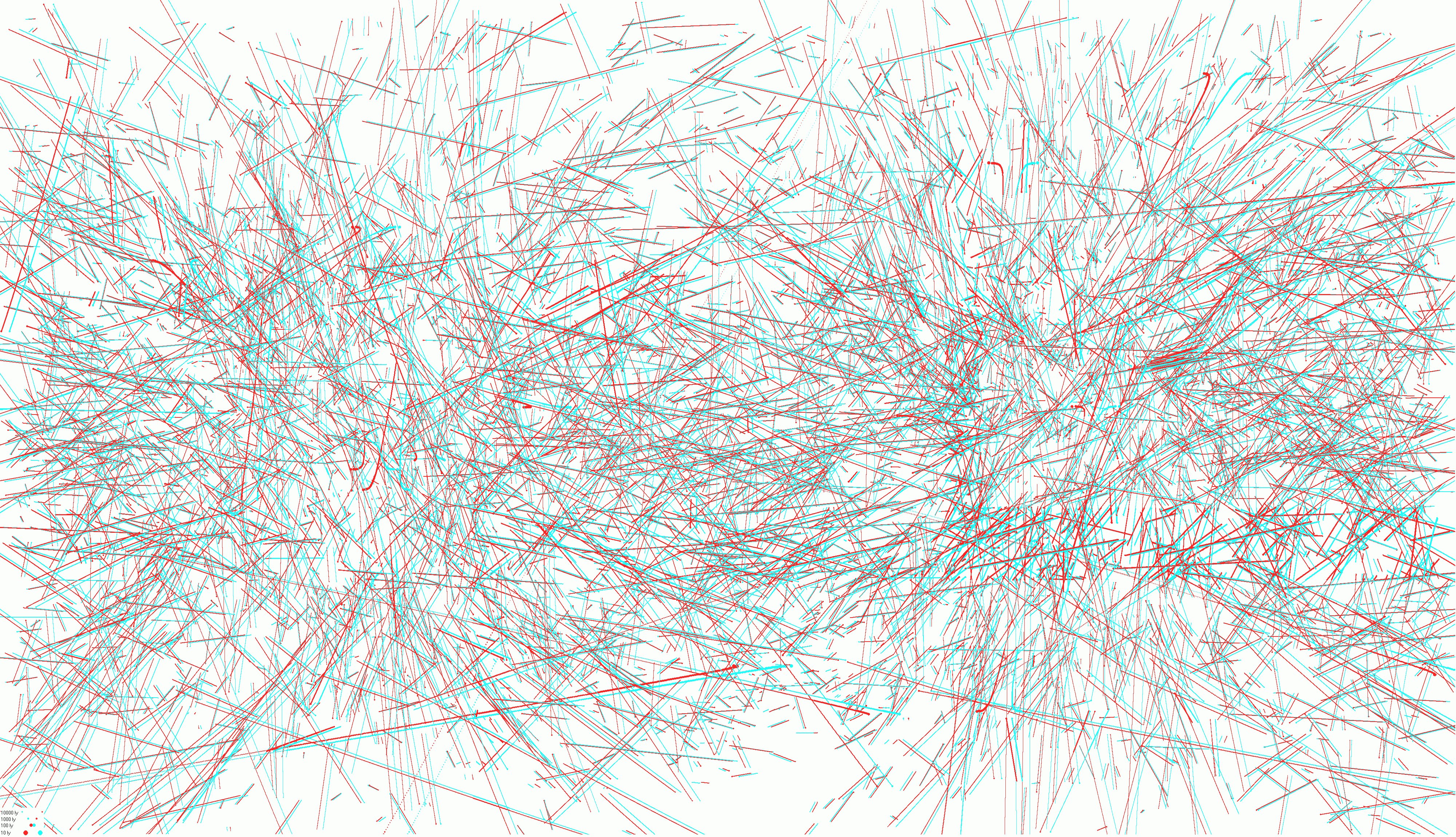
3-вимірне зображення (для червоно-зелених чи червоно-синіх окулярів) власного руху зір спектрального класу G.

Зо́рі спектра́льного кла́су G ймовірно є найвідомішими, оскільки наближча до нас зоря, Сонце, має саме цей спектральний клас. Приблизно 1 з 13 зір головної послідовності в околі Сонця належить до спектрального класу G.
Зорі спектрального класу G здебільшого мають жовтий, або біло-жовтий колір, що відповідає ефективним температурам 5200–6000 K. Найпримітнішими в спектрах цих зір є H і K лінії поглинання Ca II, що досягають свого максимуму інтенсивності у підкласі G2. Вони мають слабкіші лінії водню, ніж у зір спектрального класу F. Разом з лініями іонізованих металів, зорі спектрального класу G містять у своїх спектрах також лінії нейтральних металів. 

## Зорі Головної Послідовності класу G

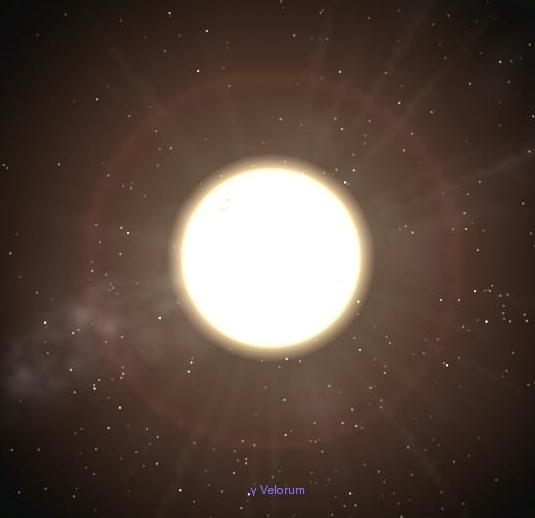
Зображення жовтого карлика HD 70642 у програмі Celestia.

Зорі головної послідовності спектрального класу GV спалюють у своїх надрах водень й мають клас світності V. Маса цих зір загалом сягає 0,8–1,04 мас Сонця. Їх іноді ще називають «жовтими карликами» внаслідок малої маси й відповідного кольору, хоча фізично до карликів вони не відносяться.

### Фізичні параметри зірГоловної Послідовностікласу G
В таблиці подано усереднені значення параметрів. Загалом, відповідні параметри окремо вибраної зорі даного спектрального класу можуть відрізнятися від поданих нижче. 
| Клас | B-V  | V-R  | b-y  | MV  | BC    | Teff, °K | R/RΟ | log g | M/MΟ | Vsin(i), км/сек. |
| ---- | ---- | ---- | ---- | --- | ----- | -------- | ---- | ----- | ---- | ---------------- |
| G0   | 0,59 | 0,50 | 0,36 | 4,4 | -0,05 | 5943     | 1,12 | 4,4   | 1,16 | 6,4              |
| G2   | 0,63 | 0,53 | 0,39 | 4,7 | -0,08 | 5811     | 1,08 | 4,4   | 1,11 | 4,8              |
| G5   | 0,68 | 0,54 | 0,43 | 5,1 | -0,11 | 5657     | 0,95 | 4,5   | 1,05 | 3,4              |
| G8   | 0,74 | 0,58 | 0,48 | 5,6 | -0,16 | 5486     | 0,91 | 4,5   | 0,97 | 2,6              |

Приклади: Сонце, Альфа Центавра A, 15 Стріли, Тау Кита

## Субгігантиспектрального класу G
Приклади:

## Гігантиспектрального класу G

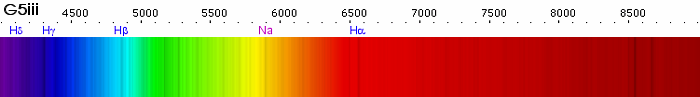
Спектр гіганта спектрального класу G5.

### Фізичні параметри зіргігантівкласу G
В таблиці подано усереднені значення параметрів. Загалом, відповідні параметри окремо вибраної зорі даного спектрального класу можуть відрізнятися від поданих нижче. 
| Клас | B-V  | V-R  | b-y  | MV  | BC    | Teff, °K | R/RΟ | log g | M/MΟ | Vsin(i), км/сек. |
| ---- | ---- | ---- | ---- | --- | ----- | -------- | ---- | ----- | ---- | ---------------- |
| G0   | 0,64 | -    | -    | 0,6 | -0,09 | 5943     | 9    | 3,2   | -    | 75,0             |
| G2   | 0,76 | -    | -    | 0,5 | -0,17 | 5811     | 10   | 3,1   | -    | 25,0             |
| G5   | 0,90 | 0,69 | -    | 0,4 | -0,29 | 5657     | 11   | 2,8   | -    | 5,8              |
| G8   | 0,96 | 0,70 | 0,56 | 0,3 | -0,33 | 5486     | 12   | 2,7   | -    | 4,0              |

Приклади: Капелла, Омікрон Дракона, HD 175306

## Надгіганти
Надгіганти в процесі зоряної еволюції досить часто змінюють свій спектральний клас від O чи B (блакитні надгіганти) до K чи M (червоні надгіганти) кілька раз, то в один, то в інший бік, внаслідок загорання в їх надрах гелію, вуглецю й т.д. Відповідно, в процесі еволюції вони неодноразово проходять стадію, коли їхня ефективна температура відповідає спектральному класу G. Проте ця стадія є досить короткою в часі, оскільки зоря тоді перебуває в стані нестабільності за даних фізичних умов. Відповідно, кількість надгігантів спектральному класу G не є великою.

### Фізичні параметри зірнадгігантівкласу G
В таблиці подано усереднені значення параметрів. Загалом, відповідні параметри окремо вибраної зорі даного спектрального класу можуть відрізнятися від поданих нижче. 
| Клас | B-V  | V-R  | MV   | BC    | Teff, °K | R/RΟ | log g | M/MΟ | Vsin(i), км/сек. |
| ---- | ---- | ---- | ---- | ----- | -------- | ---- | ----- | ---- | ---------------- |
| G0   | 0,76 | 0,51 | -4,6 | -0,18 | 5450     | 100  | 2,8   | -    | ~8               |
| G2   | 0,87 | 0,58 | -4,6 | -0,26 | 5080     | -    | 2,5   | -    | -                |
| G5   | 1,00 | 0,67 | -4,5 | -0,35 | 4850     | -    | 2,1   | -    | ~6               |
| G8   | 1,13 | 0,69 | -4,5 | -0,41 | 4700     | -    | 1,6   | -    | -                |

Приклади: